# Xeranoplium flavofemoratum
Xeranoplium flavofemoratum là một loài bọ cánh cứng trong họ Cerambycidae.